# پوتاقا ویی
پوتاقا ویی (به اسپانیایی: Putaqa Wayi) یک کوه در پرو است که در Peru, Junín Region واقع شده‌است. پوتاقا ویی ۴٬۴۰۰ متر بالاتر از سطح دریا واقع شده‌است.